# S/2004 S 12
S/2004 S 12 je prirodni satelit planeta Saturn otkriven 2004. godine. Vanjski nepravilni satelit iz Nordijske grupe s oko 5 kilometara u promjeru i orbitalnim periodom od 1048.541 dana.